# Daniela Santanchè
Daniela Garnero, già coniugata Santanchè (Cuneo, 7 aprile 1961), è una politica e imprenditrice italiana, dal 22 ottobre 2022 ministro del turismo nel governo Meloni.
È stata deputata della Camera dal 2001 al 2008, eletta nelle liste di Alleanza Nazionale, si è candidata a Premier per la lista La Destra - Fiamma Tricolore nel 2008 non risultando eletta, è stata sottosegretaria alla Presidenza del Consiglio con delega all'attuazione del programma di governo del governo Berlusconi IV dal 1º marzo 2010 al 16 novembre 2011, ed è infine stata rieletta in Parlamento nel 2013 con Il Popolo della Libertà, aderendo a Forza Italia nel novembre dello stesso anno. Nel dicembre 2017 è passata a Fratelli d'Italia.

## Biografia
Figlia di Ottavio Garnero, imprenditore cuneese titolare di un'agenzia di spedizioni (la Unione Corrieri Cuneesi), e di Delfina Chiapello, ha una sorella maggiore, Fiorella, ed un fratello minore, Massimo. Terminato il liceo, si trasferisce a Torino per frequentare il corso di laurea in scienze politiche.

### Attività imprenditoriale
Laureatasi in scienze politiche all'Università degli Studi di Torino, nel 1983 fonda una società di marketing. Nello stesso anno partecipa come concorrente nella trasmissione televisiva W le donne. Nel 1990, fonda la Dani Comunicazione Srl, società nel settore delle pubbliche relazioni e organizzazione di eventi. Tra il 1992 e il 1993, partecipa a un corso di formazione imprenditoriale della SDA Bocconi.
Daniela Santanché è presidente di Visibilia Pubblicità, fondata nel 2007, diventata poi Visibilia Editore e Visibilia Concessionaria nel 2019 e quotata in Borsa, e concessionaria della raccolta pubblicitaria dei quotidiani Il Giornale e, fino al 2010, di Libero e Il Riformista e anche dell'Ordine di Como (fino al giugno 2012), di alcuni giornali a distribuzione gratuita (Metro D-News e Io Spio) e del complesso The Space Cinema (dal 2012 al 2013).
Stringe un accordo con Google assicurandosi i budget della comunicazione on-line delle piccole e medie imprese italiane (PMI).
Vende poi il 40% di Visibilia Pubblicità all'ex compagno Canio Mazzaro per 900 000 euro, ricambiando poi il favore nel 2013 con l'acquisizione, tramite la sua D1 Partecipazioni, del 14,91% della sua Bioera (gruppo di aziende specializzate in prodotti biologici, cosmesi e prodotti alimentari) dalla First Capital diventandone presidente del CdA nel 2012. Insieme a Mazzaro ha gestito fino al giugno del 2022 Ki Group SpA, azienda operante nel settore del biologico che è stata acquistata nel 2006 da Bioera e diventata poi Ki Group srl e successivamente Verde Bio, nel cui consiglio di amministrazione sedeva Paolo Cirino Pomicino, ex ministro che le presentò Silvio Berlusconi, oltre a diversi famigliari. Con Mazzaro, sempre tramite la Bioera, nel 2014 aveva acquistato anche la Unopiù, azienda di arredamento di lusso per esterni di Soriano nel Cimino.
Nel febbraio 2014, Visibilia Editore, di cui è presidente e di cui possiede il 75,9% mentre Paola Ferrari ha il 5,4% (mentre possiede il 33% della holding principale), ha acquistato le testate Ciak e PC Professionale dalla Mondadori. Attraverso Dani Comunicazione è stata in società con Flavio Briatore nella discoteca Billionaire di Porto Cervo, cedendogli sempre nello stesso mese il suo 10% per 400 000 euro. Decide però di rimanere socia del Twiga di Forte dei Marmi (in realtà sito a Marina di Pietrasanta, nel comune di Pietrasanta) sempre con la stessa quota nella Mammamia Srl. Liquidata la sua Dani Comunicazione dopo più di 20 anni, in estate la holding lussemburghese Laridel Participations di Briatore le vende il 10% della Invest srl, con sede ad Arzachena, per 150 000 euro. La Invest srl si sta occupando di costruire un residence di lusso in un'area della cittadina sarda che vale 6 milioni di euro.
A novembre 2015, ha rilevato dal gruppo PRS Editore i settimanali, Novella 2000 e Visto, ai quali era stata vicina, nel 2013, quando erano di proprietà di RCS. Il 26 luglio 2017 annuncia la messa in liquidazione di Visibilia Magazine, casa editrice di Novella 2000 e Visto.
A dicembre 2021 Santanchè, assieme all'ex compagno Canio Mazzaro e l'attuale compagno Dimitri Kunz acquisiscono Ginissima srl, una società inattiva che vende scarpe online, e ne cambiano il nome in Visibilia Editrice inserendovi alcune parti operative e i debiti.
Dopo la nomina a Ministro del turismo nel governo Meloni, cede per 2,8 milioni di euro la sua quota del 22% del Twiga per metà alla Majestas sarl, società lussemburghese controllata da Briatore, e per l'altra metà a Thor srl e Modi srl, due società controllate dall'attuale compagno Dimitri Kunz, che già possedeva il 22% della Twiga srl, della quale è l'amministratore insieme al cognato di Briatore. Al compagno la Santanchè lascia anche la guida di Visibilia; le sue quote verranno poi cedute a Luca Reale Ruffino che nel marzo 2023 diventerà presidente del CdA di Visibilia Editore prima di suicidarsi ad agosto. Tuttavia ad aprile la Santanchè tramite la sua Immobiliare Dani srl costituisce la Ldd Sas, partecipata insieme al compagno Kunz e al figlio Lorenzo Mazzaro, che si occupa della gestione del Twiga e di ripianare i debiti di Visibilia grazie al 3,5% del fatturato annuo della Twiga srl.
Nell'estate del 2023 l'ex socia Paola Ferrari, tramite la sua Alevi srl, acquista il 25% della Visibilia Concessionaria dalla Immobiliaria Dani della Santanché per 200.000 euro.
A dicembre 2024 cede il 75% del capitale di Athena Pubblicità (azionista di controllo di Visibilia Editore) a Wip Finance, una società di consulenza svizzera.

## Carriera politica

### Gli inizi a Milano
Entra in politica inizialmente come collaboratrice personale di Ignazio La Russa nel 1995, iscrivendosi ad Alleanza Nazionale (AN) di Gianfranco Fini. In quota AN è consulente per la giunta del comune di Milano guidata da Gabriele Albertini, e nel giugno del 1999 viene eletta consigliere provinciale a Milano.

### Deputata di Alleanza Nazionale
Nel 2000 contatta Antonio Di Pietro con l'intenzione di creare con lui un movimento politico contro il partito di Silvio Berlusconi, ma abbandona l'idea quando alle elezioni politiche del 2001 viene candidata alla Camera dei deputati nella quota bloccata del proporzionale (circoscrizione Lombardia 3): pur non eletta, ottiene il seggio subentrando alla dimissionaria collega di partito Viviana Beccalossi, che resta assessore regionale.
Dal 19 giugno 2003 al 14 giugno 2004 è stata assessore nella giunta comunale di Ragalna (Catania), dove si occupa di sport e grandi eventi. Alle elezioni amministrative del 2004 si ricandida al consiglio provinciale di Milano, tra le liste di AN nel collegio Milano Centro Storico a sostegno della presidente uscente Ombretta Colli, ma non è eletta.
Nel 2005 diviene capo dipartimento delle pari opportunità di AN; destano critiche il gesto del dito medio rivolto ad alcuni giovani contestatori della riforma Moratti e la proposta di una porno-tax, un'imposta sul consumo di materiale pornografico. Nello stesso anno è relatrice della legge finanziaria.
Alle elezioni politiche del 2006 viene ricandidata alla Camera, tra le liste di Alleanza Nazionale nella circoscrizione Lombardia 3 in seconda posizione dietro a Gianfranco Fini, venendo rieletta deputata. Nel corso della XV legislatura ha fatto parte della 5ª Commissione Bilancio, Tesoro e Programmazione e della 12ª Commissione Affari sociali.
Nel gennaio 2007, a seguito di una polemica televisiva con l'imam di Segrate sul velo, le viene assegnata la scorta dalla prefettura di Milano. Nel 2007 Gianfranco Fini la rimuove da responsabile del dipartimento Pari Opportunità del partito, nominando al suo posto Barbara Saltamartini: Santanché entra in rottura con i vertici di AN.

### Candidata premier per "La Destra"

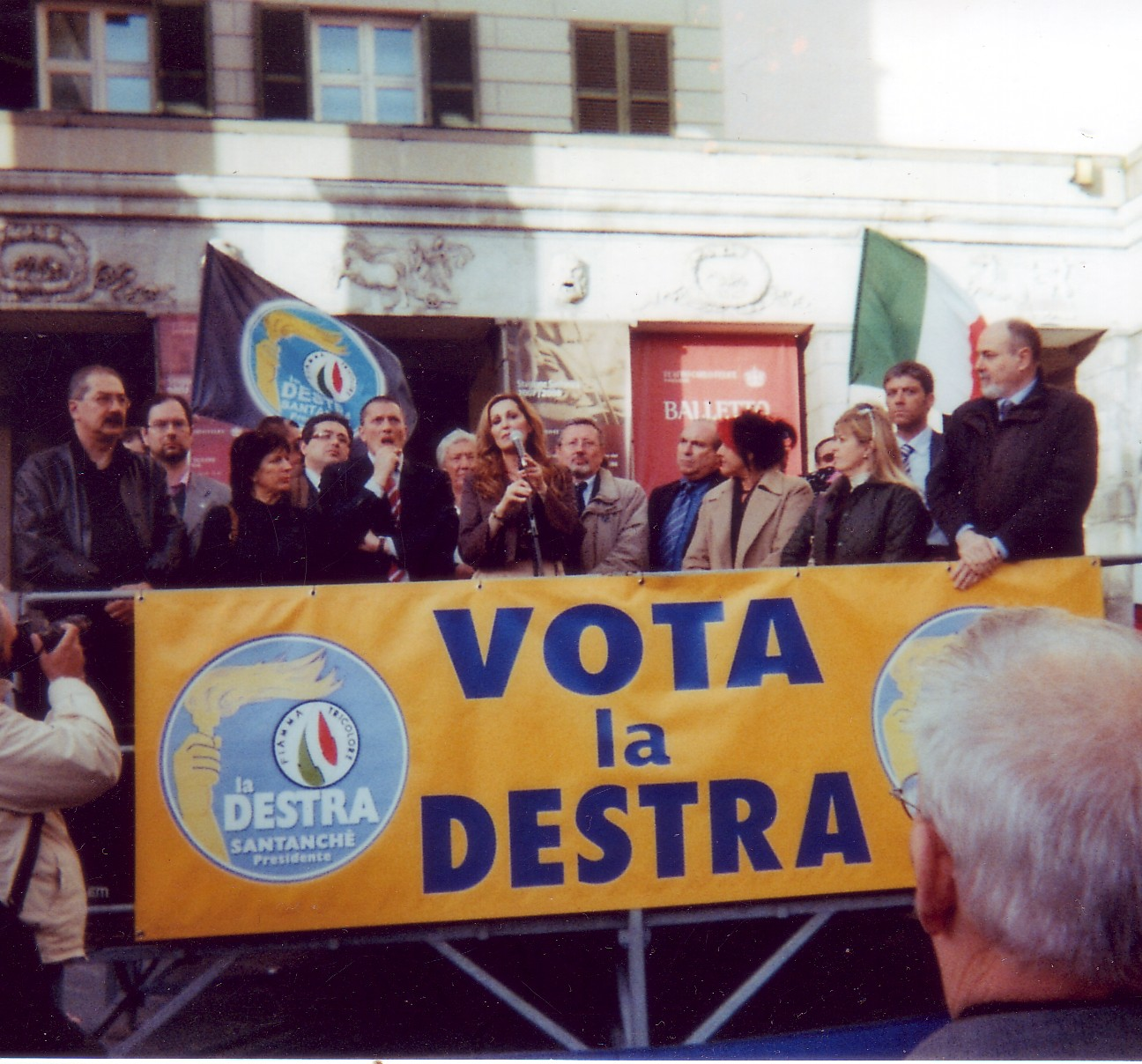
Santanché portavoce de La Destra a Genova

Il 10 novembre 2007, esce da Alleanza Nazionale e aderisce a La Destra di Francesco Storace, divenendo la portavoce del partito, e poi, il 10 febbraio 2008, la candidata alla Presidenza del Consiglio in occasione delle imminenti elezioni politiche anticipate dell'alleanza La Destra-Fiamma Tricolore. La rottura avviene perché si dichiara contraria alla «destra sbiadita», preferendo «i colori accesi e una destra chiara».
Alle elezioni del 2008, la lista La Destra-Fiamma Tricolore guidata dalla Santanché (candidata nella circoscrizione Lombardia 3) ottiene il 2,4% alla Camera e il 2,1% al Senato e non elegge nessun parlamentare, non avendo superato gli sbarramenti elettorali del 4% alla Camera e dell'8% al Senato. Aveva dichiarato nel 2007, di voler devolvere in beneficenza il proprio stipendio da parlamentare.
Dopo le elezioni del 2008, si apre una frattura tra Storace, che spinge per una linea critica de La Destra verso il PdL, e Santanché, che invece spinge per un chiaro affiancamento. Già, il 1º giugno 2008, definiva il proprio partito «la destra leale a Berlusconi», ma la divisione emerge chiaramente in occasione della Conferenza programmatica de La Destra che ha luogo a Orvieto dal 19 al 21 luglio. Dalla conferenza, il partito esce spaccato in attesa del congresso nazionale.  Il 22 agosto 2008, presenta una propria mozione alternativa a quella di Storace.
Tuttavia, al Congresso di novembre 2008, non ci arriverà, perché il 27 settembre 2008 si dimette da portavoce de La Destra e con «una cinquantina di dirigenti nazionali, regionali e provinciali» lascia il partito perché, sostiene, «non si può restare confinati in un'area di estremismo extraparlamentare e di vago nostalgismo».

### Movimento per l'Italia
Il 22 novembre 2008 nasce ufficialmente il Movimento per l'Italia (MpI) e viene presentato al pubblico con una convention all'hotel Sheraton di Roma in cui intervengono la stessa Santanché, il coordinatore del PdL Denis Verdini e il giovane vicesegretario del movimento, Diego Zarneri. Alle elezioni amministrative del 2009, il Movimento per l'Italia si presenta in poche realtà, ma sempre alleato del centrodestra. Infine, il 24 febbraio 2010, il MpI confluisce definitivamente nel Popolo della Libertà (PdL).

### Adesione al PdL e nomina a sottosegretario

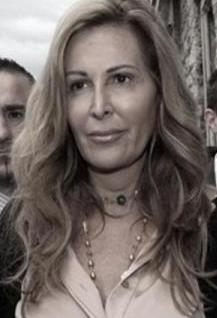
Daniela Santanchè nel 2009

Il 1º marzo 2010 viene nominata dal Consiglio dei Ministri sottosegretario di Stato alla Presidenza del Consiglio con delega all'attuazione del programma di governo nel governo Berlusconi IV, nomina che ha suscitato polemiche all'interno del PdL, per via del suo passato in cui si è schierata contro il PdL nel 2008, restando in carica fino alla fine del governo il 16 novembre 2011, rimanendo senza incarichi politici e istituzionali.

### Deputata del PdL e Forza Italia
Con le elezioni politiche del 2013, viene candidata come capolista del Popolo della Libertà nella circoscrizione Lombardia 3 e viene eletta per la terza volta deputato. Il 27 marzo 2013, viene nominata da Silvio Berlusconi responsabile del settore organizzazione del PdL subentrando a Maurizio Lupi.
Il 16 novembre 2013, con la sospensione delle attività del Popolo della Libertà, aderisce alla rinascita di Forza Italia, di cui il 20 gennaio 2014 viene nominata da Berlusconi responsabile per la raccolta fondi del partito. .
Secondo il sito Openpolis.it, come parlamentare, è al 623º posto su 630 nella classifica per l'indice di produttività (26,71% di presenze e 73,29% di assenze).
Il 16 dicembre 2016 fonda il movimento "Noi Repubblicani - Popolo Sovrano".

### Adesione a Fratelli d'Italia ed elezione a senatrice

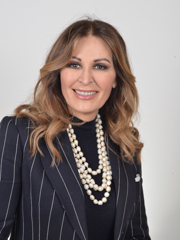
Daniela Santanché eletta al Senato della Repubblica nel 2018.

Il 3 dicembre 2017 lascia Forza Italia per aderire a Fratelli d'Italia (FdI) di Giorgia Meloni, partecipando poi al 2° congresso nazionale del partito a Trieste, con cui alle elezioni politiche del 2018 viene candidata al Senato della Repubblica nel collegio uninominale Lombardia - 17 (Cremona), sostenuta dalla coalizione di centro-destra in quota FdI, risultando eletta senatrice con il 48,12% dei voti e superando i candidati del centro-sinistra Valentina Lombardi (23,19%) e del Movimento 5 Stelle Danilo Toninelli (22,23%).
Alle elezioni europee del 2019 si candida al Parlamento europeo, tra le liste di Fratelli d'Italia nella circoscrizione Italia nord-occidentale, piazzandosi in quinta posizione con 7.878 preferenze ma risultando non eletta.

### Ministro del turismo

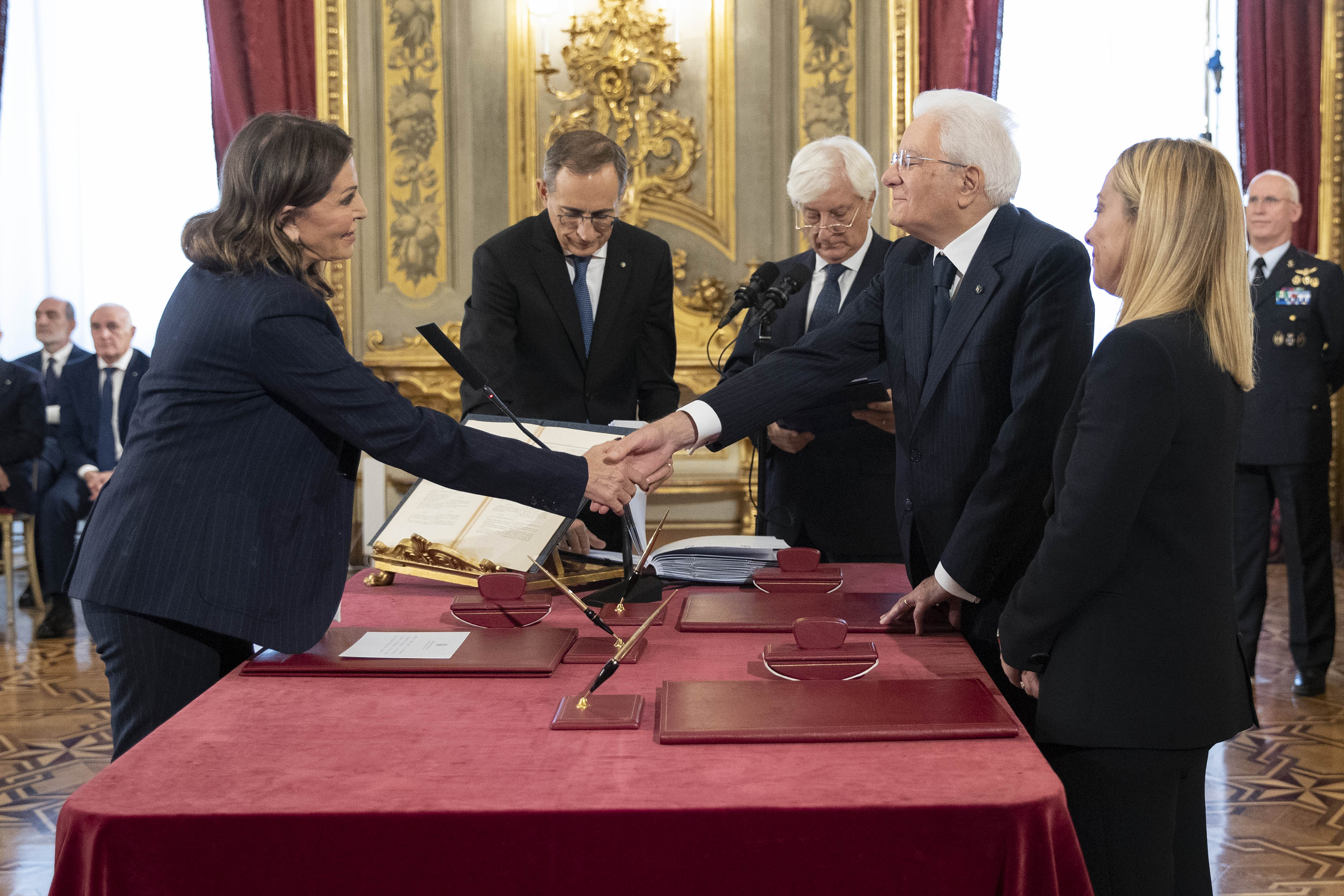
Santanché giura come Ministro del turismo al Quirinale nelle mani del Presidente della Repubblica Sergio Mattarella

Alle elezioni politiche anticipate del 2022 viene ricandidata al Senato sia nel collegio uninominale Lombardia - 11 (Cremona), sostenuta dalla coalizione di centro-destra, che tra le liste di Fratelli d'Italia nei collegi plurinominali Lombardia - 03, Piemonte - 01 e Lazio - 01 come capolista e Lombardia - 02 e Toscana - 01 in seconda posizione, venendo rieletta a Palazzo Madama nell'uninominale col 52,17% dei voti e superando il principale candidato del centro-sinistra l'economista Carlo Cottarelli (27,37%). Nella XIX legislatura è membro della 1ª Commissione Affari costituzionali, venendo sostituito per l'incarico di governo che occupa da Andrea De Priamo.
Dopo la vittoria della coalizione di centro-destra alle elezioni, visti i positivi risultati elettorali di Fratelli d'Italia, e il successivo incarico di formare un governo affidato a Giorgia Meloni, il 21 ottobre 2022 Santanchè è stata indicata come Ministro del turismo. Il giorno successivo ha giurato dinanzi al Presidente della Repubblica Sergio Mattarella come Ministro del turismo nel governo Meloni.
Nel 2023 il Ministero da lei guidato promuove una campagna pubblicitaria per la promozione del turismo in Italia denominata Open To Meraviglia, gestita dal gruppo Armando Testa, caratterizzata dall'uso della Venere raffigurata da Sandro Botticelli nel dipinto Nascita di Venere, in veste di virtual influencer. La campagna pubblicitaria è stata da più parti fortemente criticata per l'uso della Venere, secondo i critici banalizzata in veste di una turista in minigonna che mangia la pizza e che posa in sella ad una bicicletta. Sono state rivolte inoltre anche altre critiche alla campagna, tra cui l'uso di immagini non girate in Italia e l'utilizzo di traduzioni automatiche per le versioni del sito in lingue straniere.
A luglio 2023 alla trasmissione Report su Rai 3, viene presentato un servizio sulla società Visibilia e viene tirata in ballo Daniela Santachè. In seguito al dibattito pubblico che ne è scaturito, viene proposta una mozione di sfiducia al Senato dal Movimento 5 Stelle il 26 luglio 2023 la quale è stata respinta con 67 sì e 111 no.
A novembre 2023 si dimette da coordinatrice regionale di Fratelli d’Italia in Lombardia, venendo sostituita da Carlo Maccari.
Il 25 Febbraio 2025 le viene mossa in parlamento una mozione di sfiducia presentata dal Movimento 5 Stelle e sottoscritta dal Partito Democratico ed Alleanza Verdi Sinistra.  La mozione è partita dopo il rinvio a giudizio per falso in bilancio riguardante società Visibilia, la sfiducia non è passata, in quanto ci furono 206 contrari 134 a favore ed un astenuto.

## Vita privata
Nel 1982, all'età di 21 anni, sposa Paolo Santanchè, chirurgo estetico, ed è impiegata con compiti amministrativi nella società del marito; nel 1995 si separa dal marito, di cui mantiene il cognome a seguito di un accordo giudiziale e venendo conosciuta ancora oggi con tale cognome, e si lega sentimentalmente all'ingegnere Canio Giovanni Mazzaro, imprenditore farmaceutico potentino, da cui ha un figlio: Lorenzo (1996). Secondo la stampa, dopo la separazione con Mazzaro, è stata legata all'uomo d'affari Luigi Bisignani.
Dal 2007 al 2016 ha avuto una relazione con il giornalista Alessandro Sallusti, direttore dei quotidiani Libero, L'Ordine di Como e Il Giornale. Il suo attuale compagno, Dimitri Kunz, è in società con lei diventando consigliere nel CdA di Visibilia Editore.

## Vicende giudiziarie

### Sit-in nel Ramadan
Il 20 settembre 2009 organizza a Milano un sit-in alla cerimonia di chiusura del Ramadan, dove è anche presente un nutrito gruppo di forze dell'ordine in assetto anti-sommossa; secondo una versione, la Santanchè avrebbe tentato di strappare il velo di dosso ad alcune donne, suscitando la reazione dei presenti. L'interessata sostiene invece di aver solo chiesto alla polizia di far rispettare la legge Italiana che prevede il divieto di circolare a volto coperto e di non esser mai entrata in contatto con altre donne. In seguito Santanchè dichiarerà di essere stata aggredita e presa a pugni, versione smentita dai presenti; la Santanchè si è successivamente recata al pronto soccorso, dove i medici le hanno riscontrato contusioni toraciche estese con prognosi di 20 giorni. Secondo altre fonti, in realtà non sarebbe mai stata aggredita. In un breve filmato pubblicato da PeaceReporter si vedono i tentativi della Santanchè di superare il cordone delle forze dell'ordine, mentre non si nota nessuna aggressione nei confronti dalle Santanchè. Il 18 novembre 2013 il PM della procura di Milano contesta alla Santanché il reato di manifestazione illecita e chiede la condanna a un mese di arresto e 100 euro di multa. Duemila euro di multa invece sono stati chiesti per una persona accusata di lesioni alla parlamentare. Il 2 dicembre 2013 la Santanchè viene condannata a quattro giorni di arresto e 100 euro di ammenda convertiti in 1.100 euro di ammenda. Il giudice ha disposto la sospensione condizionale della pena.

### Pignoramento
Nell'agosto 2017 i giornali danno conto di un atto di pignoramento immobiliare risalente a febbraio da parte della Banca di Caraglio del Cuneese per un credito non onorato; poco tempo dopo la Santanché avrebbe liquidato Visibilia Magazine, la società costituita per rilevare Novella 2000 e Visto. In realtà, come dichiarato da lei stessa, il pignoramento riguarda un debito di una società della quale è estranea e lei avrebbe rinunciato all'immobile ipotecato che le era giunto in eredità.

### Indagini legate aVisibiliaeKi Group
Il 22 marzo 2024 le viene notificato l'avviso di conclusione delle indagini preliminari per un'ipotesi di truffa ai danni dell'INPS in relazione a presunte irregolarità nella fruizione della cassa integrazione in deroga COVID-19, per un totale di 13 dipendenti, riguardanti le società Visibilia Editore S.p.A. e Visibilia Concessionaria S.R.L.. Vengono contestate irregolarità su 126.009 euro ottenuti tra il 2020 e il 2021. A inizio maggio la Procura di Milano chiede il rinvio a giudizio per la Santanchè, accusata di truffa aggravata, e per il suo compagno Dimitri Kunz. Nel febbraio 2025 le società interessate restituiscono all'INPS la cifra contestata propiziando l'archiviazione per riparazione spontanea del procedimento erariale della Corte dei conti. In seguito la Santanché si impegna a bonificare all'istituto altri 50.000 euro per i disservizi arrecati e per il danno d'immagine tanto da ottenere il ritiro della costituzione di parte civile.
In un’altra tranche giudiziaria la Santanchè è indagata per falso in bilancio e bancarotta fraudolenta di Ki Group. A inizio luglio 2024 la Procura di Milano chiede il rinvio a giudizio per la Santanchè e altre 16 persone per la falsificazione dei bilanci di esercizio dal 2016 al 2022 per Visibilia Editore, dal 2016 al 2020 per Visibilia S.R.L. e dal 2021 al 2022 per Visibilia Editrice. Il 17 gennaio 2025, insieme all’attuale compagno, all’ex Mazzaro, alla sorella e ad altre 13 persone, viene rinviata a giudizio per false comunicazioni sociali; la GIP ha disposto il non luogo a procedere per i fatti relativi al biennio 2016-2018 data la prescrizione.

## Nella cultura di massa
Compare come personaggio nel film Il trasformista (2002) ed è citata in numerosi brani musicali, principalmente di genere rap, come Paradiso italiano (2011) di Marracash, Io non sono partito (2012) di J-Ax, Non c'è due senza trash (2014) di Fedez e Oh fra!!! (2017) di Maruego, citata da Fabri Fibra.

## Opere
- La donna negata. Dall'infibulazione alla liberazione, prefazione di Umberto Veronesi, postfazione di Omar Camiletti, Venezia, Marsilio Editori, 2006, ISBN 978-88-317-8959-2.
- Le donne violate. La donna negata e oltre, prefazione di Vittorio Feltri, Venezia, Marsilio Editori, 2008, ISBN 978-88-317-9446-6.
- (con Vittorio Feltri), Sesso, potere e intercettazioni ai tempi del Cav, Milano, I libri di Libero, 2008, SBN MIL0765086.
- Sono una donna sono la Santa, Milano, Arnoldo Mondadori Editore, 2016, ISBN 978-88-918-0730-4.